# ایلمارس بریسیس
ایلمارس بریسیس (لتونیایی: Ilmārs Bricis؛ زادهٔ ۹ ژوئیهٔ ۱۹۷۰) ورزشکار دوگانه اهل لتونی است. وی در ۶ دوره المپیک زمستانی حضور داشته است.